# Coenosia longiquadrata
Coenosia longiquadrata este o specie de muște din genul Coenosia, familia Muscidae, descrisă de Xue și Wang în anul 1992.
Este endemică în Shanxi. Conform Catalogue of Life specia Coenosia longiquadrata nu are subspecii cunoscute.